# Thomas Melle

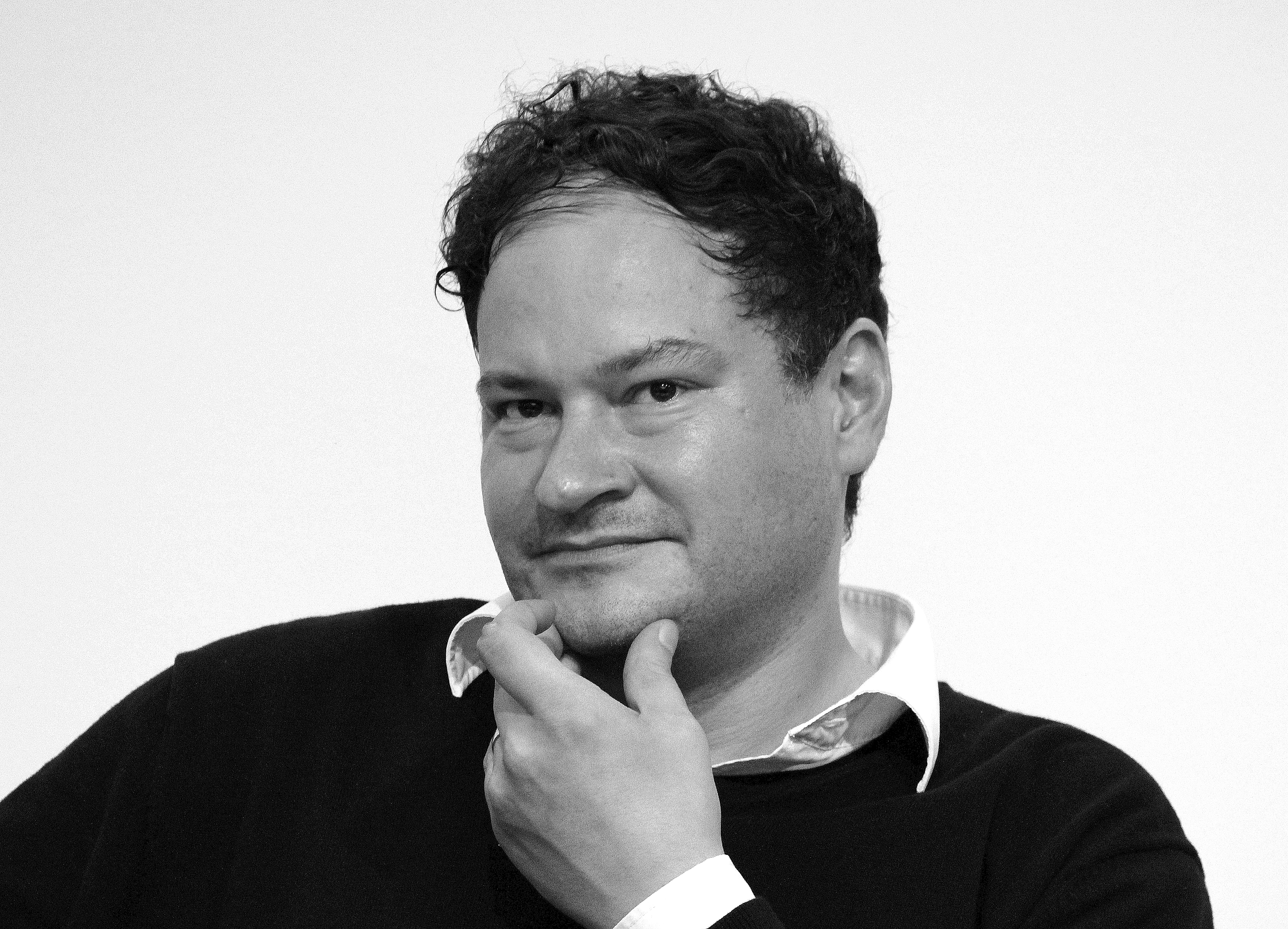
Thomas Melle auf der Frankfurter Buchmesse 2018

Thomas Melle (* 17. März 1975 in Bonn) ist ein deutscher Schriftsteller, Dramatiker und Übersetzer.

## Leben und Wirken
Thomas Melle bestand am Aloisiuskolleg in Bad Godesberg das Abitur. Danach studierte er Vergleichende Literaturwissenschaft und Philosophie an der Universität Tübingen, der University of Texas at Austin und der Freien Universität Berlin; er schloss dieses Studium 2004 mit einer Magisterarbeit über William T. Vollmann ab, den er auch übersetzte. Seit 1997 lebt er in Berlin.
Melle ist Verfasser von erzählerischen Werken und Theaterstücken, daneben übersetzt er aus dem Englischen. 2006 nahm er am Ingeborg-Bachmann-Wettbewerb in Klagenfurt teil. 2008 erhielt er den Förderpreis zum Bremer Literaturpreis und 2009 den Förderpreis des Landes Nordrhein-Westfalen. Melles Roman Sickster wurde für den Deutschen Buchpreis 2011 nominiert. Sein 2014 erschienener Roman 3000 Euro stand 2014 auf der Shortlist des Deutschen Buchpreises. Die Protagonisten des Romans sind ein Obdachloser und Flaschensammler, von dem die Bank 3000 Euro fordert, und eine Kassiererin, die Amateurpornos dreht. In diesem Roman wollte der Autor „dem bürgerlichen Familienroman etwas entgegensetzen“. Die Rezensionen und die Nominierung gaben ihm recht.
Sein im August 2016 erschienenes Werk Die Welt im Rücken, in dem Thomas Melle seine bipolare Störung thematisiert, gelangte erneut auf die Shortlist für den Deutschen Buchpreis. Eine Dramatisierung des Werkes wurde im März 2017 vom Wiener Burgtheater zur Uraufführung gebracht. Es inszenierte Jan Bosse, es spielte Joachim Meyerhoff. Eine Hörbuchfassung gelesen vom Autor erschien im gleichen Jahr. 2021 realisierte der Südwestrundfunk ein gleichnamiges Hörspiel auf Grundlage des Werks in der Bearbeitung und Regie von Rebekka David.
Im Oktober 2018 erlebte an den Münchner Kammerspielen das Theaterstück Unheimliches Tal / Uncanny Valley seine Uraufführung, das Melle in Zusammenarbeit mit Stefan Kaegi von der Theatergruppe Rimini Protokoll entwickelte. Alleiniger Darsteller ist dort ein dem Äußeren des Autors nachgebildeter humanoider Roboter, der über existenzielle Fragen von Identität und Repräsentation reflektiert.
In der Debatte um die Verleihung des Literaturnobelpreises an Peter Handke 2019 kritisierte Melle den Stil der Debatte. „Twitter, das den Puls der Meinungsmache vorgibt, richtet die Inhalte einfach auf diese Weise zu, formatiert sie in toxische Fetzen und süffisante Häppchen.“ Alexander Cammann sieht in Melles Beitrag eine scharfe Medienkritik und die Demaskierung der Mechanismen des jungen Mediums Twitter.
Melle ist Alumnus der Studienstiftung des deutschen Volkes.

## Zitat
„Innerlich rase ich, bin Tragödie und Comic in einem, Hulk und Hybris, unter diesem friesischen Meereshimmel.“

## Auszeichnungen
- 2006 Nominierung für den Preis der Leipziger Buchmesse in der Kategorie Übersetzung (für Huren für Gloria von William T. Vollmann)
- 2008 Förderpreis zum Bremer Literaturpreis
- 2009 Förderpreis des Landes Nordrhein-Westfalen für junge Künstlerinnen und Künstler
- 2011 Longlist beim Deutschen Buchpreis mit Sickster
- 2011 Franz-Hessel-Preis für Sickster; zusammen mit der französischen Autorin Céline Minard[8]
- 2014 Shortlist beim Deutschen Buchpreis mit 3000 Euro
- 2015 Kunstpreis Berlin[9]
- 2016 Einladung zu den Mülheimer Theatertagen mit Bilder von uns[10]
- 2016 Shortlist beim Deutschen Buchpreis mit Die Welt im Rücken
- 2016 Platz 1 auf der SWR Bestenliste November mit Die Welt im Rücken[11]
- 2017 Klopstock-Preis für neue Literatur für Die Welt im Rücken
- 2017/2018 Stadtschreiber von Bergen
- 2018 Einladung zum Berliner Theatertreffen mit Die Welt im Rücken
- 2018 Ehrengabe der Deutschen Schillerstiftung
- 2018 Einladung zu den Mülheimer Theatertagen mit Versetzung
- 2020 Einladung zu den Mülheimer Theatertagen mit Ode
- 2025 Longlist des Deutschen Buchpreises mit Haus zur Sonne

## Werke
- Raumforderung. Erzählungen. Suhrkamp, Frankfurt am Main 2007, ISBN 978-3-518-41879-6.
- Sickster. Roman. Rowohlt Berlin, Berlin 2011, ISBN 978-3-87134-719-1.
- 3000 Euro. Roman. Rowohlt Berlin, Berlin 2014, ISBN 978-3-87134-777-1.
- Die Welt im Rücken. Rowohlt Berlin, Berlin 2016, ISBN 978-3-87134-170-0.
- Bilder von uns. Reihe "Theater der Gegenwart", Reclam, Ditzingen 2021, ISBN 978-3-15-014203-5.
- Beastie Boys. Kiepenheuer & Witsch, Köln 2022, ISBN 978-3-462-00200-3.
- Das leichte Leben. Kiepenheuer & Witsch, Köln 2022, ISBN 978-3-462-00257-7.
- Haus zur Sonne. Kiepenheuer & Witsch, Köln 2025, ISBN 978-3-462-00465-6.

## Theater
- Vier Millionen Türen (zusammen mit Martin Heckmanns). UA: 1. Oktober 2004, Deutsches Theater Berlin.
- Haus zur Sonne, UA: 26. Januar 2006, Theater Erlangen.
- Licht frei Haus, UA: 24. Juni 2007, Badisches Staatstheater Karlsruhe.
- Schmutzige Schöpfung - Making of Frankenstein, UA: 16. Oktober 2008, Theaterhaus Jena.
- Eine Billion Dollar, Bearbeitung des gleichnamigen Romans von Andreas Eschbach. UA: 25. September 2009, Wuppertaler Bühnen.
- Das Herz ist ein lausiger Stricher, UA: 25. Februar 2010, Theaterhaus Jena.
- Toco, UA: 26. Juni 2010, Schauspielhaus Bochum.[12]
- Aus euren Blicken bau ich mir ein Haus, UA: 22. März 2013, Wuppertaler Bühnen, Kleines Schauspielhaus.
- Nicht nichts, UA: 6. Juni 2014, Landestheater Tübingen.
- Königsdramen I & II (Träume und Trümmer), Übersetzung nach den Königsdramen von William Shakespeare. UA: 3. Oktober 2014, Schauspiel Bonn.
- Bilder von uns, UA: 21. Januar 2016, Theater Bonn.
- Partner, UA: 9. März 2016, Theater Aachen.
- Ännie, UA: 24. November 2016, Theater Bremen.
- Versetzung, UA: 17. November 2017, Deutsches Theater Berlin.
- Der letzte Bürger, UA: 25. Januar 2018, Theater Bonn.
- Unheimliches Tal / Uncanny Valley (zusammen mit Stefan Kaegi (Rimini Protokoll)). UA: 4. Oktober 2018, Münchner Kammerspiele.
- Überwältigung, UA: 12. Juli 2019, Nibelungenfestspiele Worms, Regie: Lilja Rupprecht.
- König Lear, Übersetzung und Bearbeitung nach William Shakespeare. UA: 28. September 2019, Münchner Kammerspiele, Regie: Stefan Pucher.
- Ode, UA: 20. Dezember 2019, Deutsches Theater Berlin, Regie: Lilja Rupprecht.
- Die Lage, UA: 18. September 2020, Staatstheater Stuttgart, Regie: Tina Lanik.
- Maß für Maß, Übersetzung und Bearbeitung nach William Shakespeare. UA: 2. Oktober 2020, Thalia Theater (Hamburg), Regie: Stefan Pucher.

## Übersetzungen
- William T. Vollmann: Huren für Gloria. Suhrkamp, Frankfurt am Main 2006, ISBN 978-3-518-41747-8.
- William T. Vollmann: Hobo Blues. Suhrkamp, Frankfurt am Main 2009, ISBN 978-3-518-42019-5.
- Ben Marcus: Flammenalphabet. Hoffmann und Campe, Hamburg 2012, ISBN 978-3-455-40370-1.
- zusammen mit Gerhard Henschel: Ben Marcus: An Land gehen. Hoffmann und Campe, Hamburg 2013, ISBN 978-3-455-40336-7.
- Tom Bullough: Die Mechanik des Himmels. C. H. Beck, München 2012, ISBN 978-3-406-62998-3.
- Christopher Isherwood: A Single Man. Hoffmann und Campe, Hamburg 2014, ISBN 978-3-455-40501-9.
- Rajeev Balasubramanyam: Starstruck. Roman. Fiktion, Berlin 2014.
- Tom McCarthy: Satin Island. Deutsche Verlagsanstalt, München 2016, ISBN 978-3-421-04718-2.
- Quentin Tarantino: Es war einmal in Hollywood. Kiepenheuer und Witsch, Köln 2021, ISBN 978-3-462-00228-7.